# فاطر - 1
فاطر- 1 هي منظومة دفاع جوي صاروخية طورتها القوات المسلحة اليمنية الموالية لحركة أنصار الله من صواريخ روسية أعلنت عنها في 2019 لمواجهة طائرات إف 16، وإف 15، وتايفون، وميراج ودخلت الخدمة في 2017 خلال الحرب الأهلية اليمنية المستمرة منذ 2014.

## مواصفات
- النوع: دفاع جوي.[3]
- المدى: 22.6 كم.[3]
- وزن الصاروخ: 600 كغم.[3]
- سرعة الصاروخ: 2.8 ماخ.[3]
- طول الصاروخ: 5.8 م.[3]
- نظام التوجيه: حراري.[3]

## دخول الخدمة
أعلنت القوات المسلحة اليمنية الموالية لحركة أنصار الله عن منظومة فاطر1 في 2019 وقالت إن المنظومة دخلت الخدمة في 2017، وأشارت إلى نجاح فاطر 1 في إسقاط طائرات دون طيار أمريكية من طراز إم كيو- 9 في محافظات صعدة وذمار والحديدة خلال 2019، ونجاحها في إسقاط طائرة تايفون في مديرية نهم بمحافظة صنعاء وطائرتي تورنادو في محافظة صعدة، واستخدمت في اعتراض طائرات إف 16 وإف 15.